# باشگاه فوتبال برشا
باشگاه فوتبال برشیا (به ایتالیایی: Brescia Calcio) باشگاه فوتبال ایتالیایی بود که در شهر برشا قرار داشت.
این باشگاه در سال ۱۹۱۱ تأسیس شد و با ۶۶ فصل حضور در سری بی از این حیث در بین تیم‌های ایتالیایی رکورددار است.

## بازیکنان سرشناس
- آلساندرو آلتوبلی
- آندره‌آ پیرلو
- لوکا تونی
- روبرتو باجو
- لوئیجی دی بیاجو
- ماریو بالوتلی
- آلساندرو ماتری
- پپ گواردیولا
- مارک همشیک
- گئورگی حاجی

## افتخارات
سری بی
- ‌ قهرمان: ۶۵–۱۹۶۴، ۹۲–۱۹۹۱، ۹۷–۱۹۹۶، ۱۹–۲۰۱۸

سری سی
- ‌ قهرمان: ۳۹–۱۹۳۸، ۸۵–۱۹۸۴